# Eurosong (Belgique)
 (mars 2015).
Si vous disposez d'ouvrages ou d'articles de référence ou si vous connaissez des sites web de qualité traitant du thème abordé ici, merci de compléter l'article en donnant les références utiles à sa vérifiabilité et en les liant à la section « Notes et références ».
Eurosong est l'émission flamande permettant de sélectionner le représentant de la Belgique au Concours Eurovision de la chanson. Le concours a également été connu en 1957 sous le nom De T.V. Maakt Muziek, et en 1970 Chanson euro '70.
L'émission qui a lieu tous les deux ans, lorsque la VRT organise la sélection belge, n'a pa eu lieu en 1991, 1995, 1997, 2010, 2012, 2018, 2020 et 2021. Ces années-là, un choix interne a été effectué. Au fil des années, le format et le type de sélection a aussi évolué : ainsi en 1957, le chanteur présélectionné Bobbejaan Schoepen présenta lors de l'émission trois chansons en concours. En 1959, ce furent deux semi-finalistes qui présentèrent neuf chansons avant la finale. L'émission grandissante en popularité a vu également l'instauration régulière de semi-finale et même de quart de finale.

## De T.V. Maakt Muziek 1957
Bobbejaan Schoepen présélectionné présenta à un jury de professionnels trois titres.
| Nr. | Chanson                     | Traduction                 | Place |
| --- | --------------------------- | -------------------------- | ----- |
| 01  | Straatdeuntje               | Mélodie de la rue          | 1     |
| 02  | Zomernacht in « Gay Paree » | Nuit d'été à « Gay Paree » | -     |
| 03  | Het beeld van mijn moder    | L'image de ma mère         | -     |

## Édition 1959
Les gagnants des deux semi-finales furent Joe Leemans et Bob Benny.
| Nr. | Chanteur    | Chanson          | Traduction          | Place |
| --- | ----------- | ---------------- | ------------------- | ----- |
| 01  | Joe Leemans | Levenssymphonie  | Symphonie de vie    | 2     |
| 02  | Bob Benny   | Hou toch van mij | Aime-moi quand même | 1     |

## Édition 1960
Le 24 janvier 1960, cinq concurrents se sont présentés pour représenter la Belgique au Concours Eurovision organisé cette année-là à Londres.
| Nr. | Chanteur      | Chanson               |
| --- | ------------- | --------------------- |
| 01  | Mary The      | A plein cœur          |
| 02  | Lily Vincent  | Il y a bien longtemps |
| 03  | Fud Leclerc   | Mon amour pour toi    |
| 04  | Solange Berry | On m'attend           |
| 05  | Ferry Devos   | Vieux carnet          |

Solange Berry avait précédemment représenté le Luxembourg en 1958 mais elle avait terminé à la 9e place. Fud Leclerc fut choisi pour représenter la Belgique en 1956 et plus tard toujours pour la Belgique en 1958, 1962 et 1964. Il tenta également de représenter la Suisse au 1960.

## Eurosong 1993

### Semi-finals
Parmi les semi-finales, à chaque fois les trois meilleurs étaient sélectionnés pour la finale.
| Nr. | Chanteur        | Chanson              | Traduction                    | Place |
| --- | --------------- | -------------------- | ----------------------------- | ----- |
| 01  | Robin Nills     | Ballerina            | Ballerina                     | 2     |
| 02  | Kim             | Voor jou alleen      | Seulement pour toi            | 4     |
| 03  | Paul Anderson   | Als je gaat          | Si tu vas                     | 10    |
| 04  | Glow            | Loop me niet voorbij | Ne me laisse pas au-delà      | 5     |
| 05  | Marleen         | Morgen weer gewoon'  | Devient demain habituellement | 6     |
| 06  | Freddie Bierset | Europa mijn land     | Europe, mon pays              | 8     |
| 07  | Lisa del Bo     | Vlinder              | Papillon                      | 1     |
| 08  | Bert Decorte    | Africa               | Afrique                       | 3     |
| 09  | Liz Larssen     | Even vrij zijn       | Pour un moment librement      | 8     |
| 10  | Go Nutz         | Samen                | Ensemble                      | 7     |

Lisa del Bo sera la représentante de la Belgique au Concours Eurovision de la chanson 1996 à Oslo.
| Nr. | Chanteur     | Chanson                   | Traduction                    | Place |
| --- | ------------ | ------------------------- | ----------------------------- | ----- |
| 01  | Petra        | Ga door                   | Avance                        | 1     |
| 02  | Bart Marcoen | Vliegen op eigen vleugels | Vole de tes propres ailes     | 7     |
| 03  | Hugo Dellas  | Harlekijn                 | Clown                         | 8     |
| 04  | Lily West    | Verliefd, in love         | Rendu amoureux, rend amoureux | 9     |
| 05  | Pol & Misj   | Whisky & tranen           | Whisky et déchirures          | 5     |
| 06  | Christoff    | Zend een S.O.S.           | Envoie un S.O.S.              | 4     |
| 07  | Mieke        | Waarom zou er vrede zijn  | Pourquoi la paix doit être là | 2     |
| 08  | John Terra   | Heel gewoon               | Habituellement                | 6     |
| 09  | Nadia        | Vrij                      | Libre                         | 3     |
| 10  | Toast        | Samen zijn we sterk       | Nous sommes forts ensemble    | 10    |

| Nr. | Chanteur         | Chanson                | Traduction             | Place |
| --- | ---------------- | ---------------------- | ---------------------- | ----- |
| 01  | Vera Wesenbeek   | Jij                    | Toi                    | 5     |
| 02  | Leopold 3        | Vergeet mij nietje     | Ne m'oublie pas        | 1     |
| 03  | Karin Recour     | Stad van blauwe wolken | Ville des nuages bleus | 9     |
| 04  | Erik Ahlens      | Laat ons dansen        | Laisser nous danser    | 8     |
| 05  | Wendy van Wanten | Zonder verklaring      | Sans explication       | 3     |
| 06  | Bart Hermann     | Ik ga dood aan jou     | Je mourrais pour toi   | 2     |
| 07  | Gene Summer      | In jouw handen         | Dans tes mains         | 6     |
| 08  | Dominique        | Een klein gebaar       | Un petit geste         | 7     |
| 09  | Ingrid Verhulst  | Voel je goed           | Se sentir bien         | 10    |
| 10  | Stampen & Dagen  | Ik wil jou             | Je te veux             | 4     |

| Nr. | Chanteur          | Chanson             | Traduction                           | Place |
| --- | ----------------- | ------------------- | ------------------------------------ | ----- |
| 01  | Rostevrij         | Noem het maar geluk | Il s'appelle simplement heureusement | 2     |
| 02  | Ricky Fleming     | Helemaal            | Complètement                         | 8     |
| 03  | Wim Ravell        | Alles doen          | Faire tout                           | 2     |
| 04  | Johan Lotigieters | Die mooie uren      | Ces heures admirables                | 9     |
| 05  | Sha-Na            | Liefde              | Amour                                | 5     |
| 06  | John Palmer       | Waterman            | Homme d'eau                          | 10    |
| 07  | Samantha Gilles   | Vlieg met me weg    | On s'envole avec moi                 | 6     |
| 08  | Patrick Onzia     | Lena                |                                      | 4     |
| 09  | Barbara           | Iemand als jij      | Quelqu'un comme toi                  | 1     |
| 10  | Illusion          | Vannacht            | Cette nuit                           | 5     |

### Finale
| Nr. | Chanteur         | Chanson                 | Place |
| --- | ---------------- | ----------------------- | ----- |
| 01  | Nadia            | Vrij                    | 2     |
| 02  | Wendy van Wanten | Zonder verklaring       | 9     |
| 03  | Roestvrij        | Noem het maar geluk     | 5     |
| 04  | Leopold 3        | Vergeet-mij-nietje      | 4     |
| 05  | Petra            | Ga door                 | 10    |
| 06  | Lisa del Bo      | Vlinder                 | 3     |
| 07  | Robin Nills      | Ballerina               | 12    |
| 08  | Bart Herman      | Ik ga dood an jou       | 6     |
| 09  | Wim Ravell       | Alles doen              | 8     |
| 10  | Barbara          | Iemand als jij          | 1     |
| 11  | Bert Decorte     | Africa                  | 11    |
| 12  | Mieke            | Waarom zou er vredezijn | 7     |